# باغک شمالی
باغک شمالی، روستایی است از توابع بخش مرکزی در شهرستان تنگستان استان بوشهر ایران.
این روستا در سال ۱۳۸۸ با تجمیع روستاهای خدروها، احشام محمدحیدر، احشام زارمحمد و احشام خداداد از توابع دهستان باغک با هم تجمیع و به عنوان روستای «باغک شمالی» شناخته شد.

## جمعیت
این روستا در دهستان باغک قرار دارد و بر اساس سرشماری سال ۱۳۹۰ جمعیتی برابر با ۵۱۷نفر (۱۳۱خانوار) دارد.
جمعیت مجموعه آبادی‌های تجمیع شده آن، بر اساس سرشماری سال ۱۳۸۵ برابر با ۵۳۴نفر (۱۲۳خانوار) بوده‌است.